# Meliscaeva malaisei
Meliscaeva malaisei är en tvåvingeart som beskrevs av Ghorpade 1994. Meliscaeva malaisei ingår i släktet flickblomflugor, och familjen blomflugor.
Artens utbredningsområde är Myanmar. Inga underarter finns listade i Catalogue of Life.